# Стракош
Стракош (рум. Stracoș) — село у повіті Біхор в Румунії. Входить до складу комуни Дреджешть.
Село розташоване на відстані 412 км на північний захід від Бухареста, 24 км на південний схід від Ораді, 111 км на захід від Клуж-Напоки, 146 км на північний схід від Тімішоари.

## Населення
За даними перепису населення 2002 року у селі проживали 292 особи, усі — румуни. Усі жителі села рідною мовою назвали румунську.